# Bouguedra
Bouguedra (en arabe : بوݣدرة) est une ville du Maroc. Elle est située dans la région de Marrakech-Safi.

### Sources
- (en) Bouguedra sur le site de Falling Rain Genomics, Inc.